# Primeiro Consistório Ordinário Público de 1875
Pio criou onze cardeais em seu consistório de março de 1875, reservando os nomes de cinco deles em pectore .

## Cardeais Eleitores
| Nº                 | País               | Nome                                     | Idade              | Cargo                                              | Título ou Diaconia                                           |
| Cardeais eleitores | Cardeais eleitores | Cardeais eleitores                       | Cardeais eleitores | Cardeais eleitores                                 | Cardeais eleitores                                           |
| ------------------ | ------------------ | ---------------------------------------- | ------------------ | -------------------------------------------------- | ------------------------------------------------------------ |
| 1                  | Itália             | Pietro Giannelli                         | 67                 | Secretário da Congregação do Conselho              | Cardeal-presbítero de Santa Inês Fora das Muralhas           |
| 2                  | Polónia            | Mieczysław Halka Ledóchowski             | 52                 | Arcebispo de Gniezno e Poznań                      | Cardeal-presbítero de Santa Maria em Ara Coeli               |
| 3                  | Estados Unidos     | John McCloskey                           | 65                 | Arcebispo de Nova Iorque                           | Cardeal-presbítero de Santa Maria sobre Minerva              |
| 4                  | Inglaterra         | Henry Edward Manning                     | 66                 | Arcebispo de Westminster                           | Cardeal-presbítero de Santos André e Gregório no Monte Celio |
| 5                  | Bélgica            | Victor-Auguste-Isidore Dechamps, C.Ss.R. | 64                 | Arcebispo de Malinas-Bruxelas                      | Cardeal-presbítero de São Bernardo nas Termas Dioclecianas   |
| 6                  | Itália             | Domenico Bartolini                       | 61                 | Sagrada Congregação dos Ritos                      | Cardeal-diácono de São Nicolau no Cárcere                    |
| In Pectore         |                    |                                          |                    |                                                    |                                                              |
| 7                  | Itália             | Ruggero Luigi Emidio Antici Mattei       | 63                 | Patriarca de Constantinopla , Turquia              | Revelado no Segundo Consistório Ordinário Público de 1875    |
| 8                  | Itália             | Salvatore Nobili Vitelleschi             | 56                 | Secretário na Congregação para Bispos e Religiosos | Revelado no Segundo Consistório Ordinário Público de 1875    |
| 9                  | Itália             | Giovanni Simeoni                         | 58                 | Núncio apostólico na Espanha                       | Revelado no Segundo Consistório Ordinário Público de 1875    |
| 10                 | Itália             | Lorenzo Ilarione Randi                   | 56                 | Vice-Camerlengo                                    | Revelado no Segundo Consistório Ordinário Público de 1875    |
| 11                 | Itália             | Bartolomeo Pacca, Jr                     | 58                 | Prefeito da Prefeitura da Casa Pontifícia          | Revelado no Segundo Consistório Ordinário Público de 1875    |

## Link Externo
- «Catholic Hierarchy» (em inglês)